# Жуль Лафорг
Жуль Лафорг (фр. Jules Laforgue, 16 серпня 1860, Монтевідео — 20 серпня 1887, Париж) — французький поет- символіст.

## Біографія
Син французьких емігрантів в Уругваї. Десятирічним повернувся до Франції, жив і навчався в Тарбі, рідному місті батька. Рідко бачив батьків, втратив матір у 17-річному віці. Провалив в Парижі іспит на ступінь бакалавра філософії, зайнявся літературою. Дебютував у пресі в Тулузі (1879). Входив до літературної групи гідропатія, дружив з Гюставом Каном.
У 1881–1886 мешкав у Берліні, служив читцем французьких романів і газет при імператриці Августі. Потім одружився в Лондоні з юною англійською поетесою, повернувся з нею в Париж, але незабаром помер від туберкульозу.

## Творчість
За життя випустив три книги — дві збірки віршів і драматичну поему. Перекладав  Вітмена, зробив свій внесок у розвиток французького верлібра.

## Твори
- Les Complaintes (1885)
- L'Imitation de Notre-Dame de la Lune (1886)
- Le Concile féerique (1886, драматична поема)

- Des Fleurs de bonne volonté (1890)
- Derniers Vers de Laforgue (1890)
- Le Sanglot de la terre (1901)
- Premiers poèmes (1903)
- Anthologie poétique de Jules Laforgue (1952)

## Вплив
Лафоргівське поєднання лірики з іронією та пародією справило глибокий вплив на Е. Паунда і Т. С. Еліота.
На вірші Лафорга писали музику Анрі Соге, Артур Онеґґер.

## Українські переклади
Українською мовою вірші Жюля Лафорга перекладали Микола Лукаш, Михайло Драй-Хмара.